# ハッピー・スラッピング
ハッピー・スラッピング (Happy slapping) は、見知らぬ他人に暴行を加える、またそれを撮影した映像を公開し楽しむといった悪戯と称する一連の行為。イギリスで発生した社会現象。死亡事件も起きた行為であり、問題にもなっている。

## 特徴
加害者は個人または集団であり、被害者は加害者とは面識のない人物である。共犯者として、暴行を加える場面をカメラ付き携帯電話等を使って動画を撮影する人物もいる。撮影した動画を他の仲間に見せる際、撮影した携帯電話からメールで送信されたり、更に広くインターネットで公開されたりすることもある。
犯罪を撮影をするという行為は決して珍しいものではないが、カメラ付き携帯電話を用いての再生、メールでの転送を行い、他人に自分の行為を見せびらかすことが特徴である。

## 事件
ハッピー・スラッピングは単に「ぶつ」という行為を超えてより暴力的であり、強盗などの犯罪を伴うこともある。これを単なる悪戯と判断するか、それとも悪質な暴行と判断するかは、被害者側の判断で決まる。もっとも、ほとんどの国では、そもそも悪戯は何らかの犯罪に該当する。
ハッピー・スラッピングの一種とされる事件を以下に挙げる。
- 北アイルランドでは若者の集団が放火し、消火活動に来た消防士を激しく襲いその場面を撮影した。
- 二人の若者が撮影しながら一人の男性の体に火を付けたとして有罪になった。
- 2005年7月8日にロンドンのワートリ地区で17歳の少女が空気銃で撃たれそれが撮影された。
- 2005年4月25日に少年らが11歳の少女を強姦して撮影、教師がその画像を発見して14歳の少年4人が逮捕された。
- 2012年9月にニューヨークで若者たちが「ノックアウトゲーム」と称し、通行人を突然殴り気絶させる行為が問題となっている。殴られた衝撃で痙攣を起こし、近くの鉄柵が体に刺さってホームレスが死亡した例もある。[1]

## 参考資料

### ウェブサイト
- “通行人を殴る「ノックアウト・ゲーム」が流行、死亡例も　米”. 2013年11月27日時点のオリジナルよりアーカイブ。2014年1月21日閲覧。